# Georges Lamirand
Pour les articles homonymes, voir Lamirand.
Georges Lamirand, né à Toulouse, le 12 juin 1899 et mort à Juvisy-sur-Orge, le 5 février 1994  est un ingénieur des Arts et manufactures et homme politique français. Il est secrétaire d'État à la Jeunesse de 1940 au 24 mars 1943. Après la guerre, il est maire de La Bourboule (Puy-de-Dôme), de 1955 à 1971.

## Ingénieur, catholique «social»
Il reçut une éducation à la fois républicaine, par son père, et catholique, par sa mère. Son père Jean-Baptiste (1871-1959), d'esprit scientifique (reçu major de l'École normale supérieure), fut professeur agrégé (1894) de physique-chimie au lycée de Toulouse, puis au lycée Saint-Louis de Paris en 1904, avant d'être nommé inspecteur général de l'enseignement à 35 ans en 1910. Sa mère, Jeanne Guiraud, très pieuse, fréquentait les cercles dominicains. Après des études à Paris au lycée Henri-IV (où il eut notamment pour condisciple et ami Léo Lagrange), il réussit le concours de Centrale (préparé pendant un an à Louis-le-Grand) en 1923 et devint Ingénieur des Arts et Manufactures (Promotion 1923), tout en passant une licence en droit de l'Université de Paris. Mobilisé en 1918, il servit peu de temps avant l'Armistice en tant qu'aspirant d'artillerie. Il obtint un premier poste d'Ingénieur aux Hauts-Fourneaux des Aciéries de Denain-Anzin et Béthune en 1923, puis à celles de Pompey en 1928, comme ingénieur principal (dans l'usine qui abrita la première section jociste de France). Très jeune, il milita dans les équipes sociales de Robert Garric, qui devait devenir son ami intime. Il devint vice-président du mouvement au niveau national. Il y défendit l'action sociale, notamment en favorisant l'institution de cours du soir pour les travailleurs et d'une formation professionnelle pour les jeunes apprentis.
Par l'aumônier de la JEC de Nancy, le Père Lejosne, et Garric, il rencontra le maréchal Lyautey en 1926, et lui dédicaça un article destiné à La Revue des Jeunes de Garric sur le rôle social de l'ingénieur. Lyautey, qui l'avait invité à déjeuner, lui ordonna d'en faire un ouvrage, qu'il préfaça avec le directeur de Centrale. Dans ce livre publié en 1932 aux éditions de la Revue des jeunes dirigées par des Dominicains, Lamirand cite souvent le Père Sertillanges, son directeur de conscience et son ami. Ouvrage qui évoque son action aux aciéries de Pompey et dans lequel il exalte le rôle paternaliste de l’ingénieur. L’ingénieur, qui doit « servir et commander » se doit « d’aller dans la cité, au milieu de ses ouvriers, et de se mettre à leur disposition pour les conseiller, les aider, les instruire » car il « faut avec l’autorité et la douceur d’un chef de famille, panser le cœur qui saigne et raffermir le courage qui chancelle ». Son action sociale doit permettre le rapprochement des ouvriers et des chefs d’entreprise. Rapprochement qu’il prôna dans des articles, par exemple dans la revue des jésuites ou dans la Revue des jeunes, lors de meetings – celui des Amis de Sept en novembre 1936 à la Mutualité par exemple - et lors des nombreuses conférences qu’il donna à travers la France. Telles celle donnée pour le Redressement français ou bien celle qu’il donna sous les auspices des Nouveaux cahiers, en décembre 1938, intitulée « Pour le rétablissement de relations confiantes entre patrons et ouvriers ». L’année précédente, il estimait dans une conférence à Reims que les contrats collectifs initiés par le Front populaire « doivent conduire à d’excellents résultats » mais que « l'équivoque politique et sociale » du Front populaire, du fait de son matérialisme, a conduit à « l’application sans préparation de réformes sociales excellentes en soi, mais qui auraient gagné à être étudiées et réalisées en dehors de toute menace révolutionnaire ».
Il a aussi milité à l’USIC (Union sociale des ingénieurs catholiques) et à la Confédération française des professions (CFP) : il présida la section de Melun de cette association patronale catholique lorsqu’il dirigea l’usine de la société Isidore Leroy (papiers peints) à Ponthierry, près de Melun, vers 1934-1937. Il livra un rapport sur l’organisation dans l’entreprise au comité d’élaboration du manifeste de la CFP de juin 1937.
À la déclaration de guerre, en 1939, Lamirand, revenu à Paris comme directeur du personnel des Messageries Hachette, fut mobilisé comme officier d'artillerie (il eut le grade de commandant à l'Armistice). Raoul Dautry, ministre de l'Armement, le convoqua et le promut Ingénieur général, avec la mission de réorganiser très vite diverses unités. Dautry lui offrit ensuite le poste de directeur d'une usine de guerre de Moulins. Venant le visiter un jour en compagnie de Louis Renault, ce dernier, séduit par son efficacité, lui proposa de le nommer directeur de ses usines de Billancourt, ce qu'il accepta.

## Secrétaire d'État à la jeunesse du gouvernement de Vichy

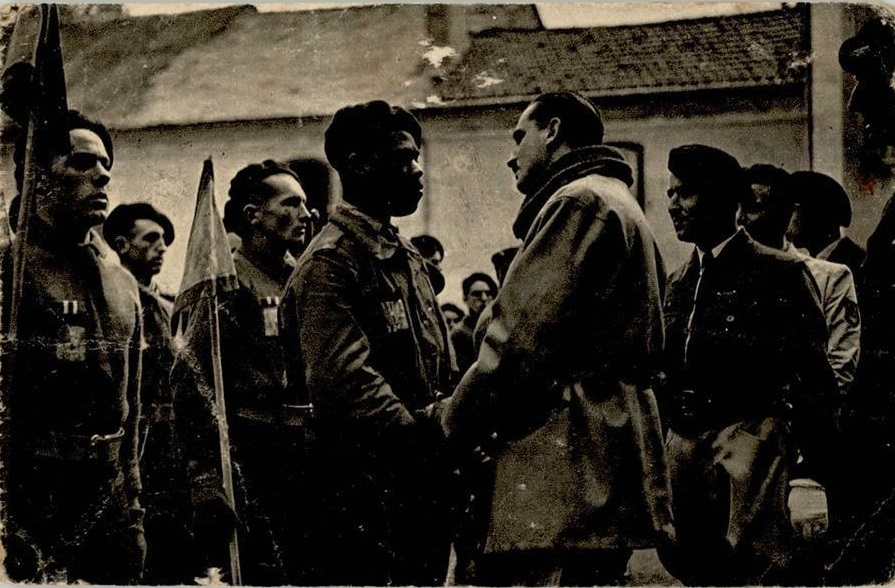
Georges Lamirand dans un chantier de la jeunesse française. Carte postale de propagande du régime de Vichy.

Il est secrétaire d’État à la Jeunesse du 27 septembre 1940 au 24 mars 1943 dans les gouvernements Laval, Flandin et Darlan.
Lamirand ne reçut aucune consigne précise de la part de Pétain qui lui déclara d'entrée : « J'ai décidé de vous confier la jeunesse de France. D'après ce que je sais sur vous, vous connaissez les questions sociales et les problèmes de jeunesse. Ce que vous ferez, ce sera bien. La seule chose que je vous demande, c'est de me tenir au courant ». S’il est demeuré pour un temps à son poste après le retour de Laval, ses collaborateurs ont été écartés et remplacés par des hommes d’Abel Bonnard et il s’est opposé à la mise en place d’une jeunesse unique de type totalitaire.
Traduit devant la Haute Cour de justice, il est « relevé de l'indignité nationale en raison des actes de résistance accomplis par l'inculpé » et obtient un non-lieu le 27 juillet 1947.

## Après guerre
Après son procès, il s'installe au Maroc, alors protectorat français, où il fonde et dirige une société d'investissements, SIGMA (Études, investissements et gestion au Maroc). Il a milité avec le banquier Félix Nataf et André de Peretti, à l’association les Amitiés marocaines, à Paris et au Maroc, jusqu’à l’indépendance en 1956. À l’origine association apolitique fondée par Nataf en 1951, rassemblant des musulmans, des juifs et des chrétiens, cette petite association s’est mêlée de politique, dans la mouvance des « libéraux » au Maroc. Il est resté fidèle à ses convictions. On le trouve ainsi impliqué dans l’ouvrage collectif paru en 1953 et dirigé par le Père assomptionniste Fulbert Cayré, Dieu vit en l’homme – il rédige le chapitre IX sur la « responsabilité personnelle des employeurs » - aux côtés de Gaston Tessier et de Jean de Fabrègues notamment. Son livre de 1932, réédité en 1937, est une nouvelle fois réédité en 1954. Il est recruté comme P-DG de la Société Lamirand et Cie en avril 1957 par Jean Capelle (homme politique) pour donner des cours à l'Institut national des sciences appliquées de Lyon. Lamirand a été aussi l’un des intervenants au CUCES de Nancy (Centre universitaire de coopération économique et sociale), fondé par Capelle lorsqu’il fut recteur de l’académie de Nancy (1949-54) pour compléter la formation des élèves-ingénieurs et assurer le perfectionnement des ingénieurs. Il fut chargé en 1958 de tirer les conclusions des stages ouvriers des élèves ingénieurs, dont ceux de l’ENSEM. La présence de Lamirand, du fait de son passé vichyste, aurait suscité certaines réserves dans certaines écoles.
Il a été l'un des vice-présidents fondateurs du Centre d'études politiques et civiques, club de réflexion associant des patrons chrétiens et des intellectuels pétainistes - dont René Gillouin et Louis Salleron - fondé en 1954 et pour lequel il donna des conférences en province, notamment à Bordeaux. Élu conseiller municipal « républicain indépendant » de La Bourboule en 1955 à la faveur d'une élection municipale partielle pour remplacer le maire décédé, il est dans la foulée élu maire et exerce ce mandat jusqu'en 1971. Il préside aussi la Fédération thermale d'Auvergne.
Son témoignage sur Vichy apparaît dans le documentaire Le Chagrin et la Pitié alors qu’il est encore maire de La Bourboule. Il a été président de l'Association pour défendre la mémoire du maréchal Pétain du 31 mai 1980 à mai 1984 ; il est désigné à cette date président d'honneur et le reste jusqu'à sa mort.

## Vie privée
Sa fille Geneviève épouse en 1955 Jean-Marie Bastien-Thiry (1927-1963).

## Publications
- 1932 : Georges Lamirand, Le rôle social de l'ingénieur : scènes de la vie d'usine, Éditions de la Revue des jeunes, 255 p. Prix Fabien de l’Académie française en 1933
- 1941 : Georges Lamirand, Messages à la jeunesse, F. Sorlot, 60 p. (Volume 8 de Cahiers français)